# عبد الجليل الزاوش (سياسي)
عبد الجليل الزاوش ولد بمدينة تونس في أسرة ثرية سنة 1873 ودرس بمعهد سان شارل ثم الحقوق بباريس.

عاد إلى تونس سنة 1900 وأسّس مكتبا للمحاسبة وانبرى يبيّن محاسن التعاضد للتجّار ويعمل على تأسيس الشركات خفيّة الاسم.
اهتمّ بالصحافة وكتب العديد من المقالات السياسيّة والافتصاديّة، وكان عضوا في مجلس إدارة «الدبيش التونسيّة» (La dépêche tunisienne) وعضوا مستشارا في
جريدة التونسي.
سنة 1910 عيّن عضوا بمجلس بلديّة تونس العاصمة وكانت له مواقف مشرّفة في إعانة المجاهدين بطرابلس وفي واقعة الجلاز سنة 1911.
سميّ سنة 1917 عاملا بسوسة خلفا للبشير صفر.
عيّن سنة 1934 رئيسا لبلديّة تونس العاصمة، شيخا للمدينة.
سمّي سنة 1935 وزيرا للقلم والاستشارة ثمّ وزيرا للعدليّة حيث بقي إلى سنة 1943.
توفّي سنة 1948.